# Regne d'Obioko
El regne d'Obioko fou un estat que va existir al sud-est de Nigèria a uns 15 km al nord-oest de Calabar. La capital Obioko fou coneguda pels europeus com a Creek Town i estava situada a la part enfront de Calabar, a pocs quilòmetres de la vora occidental de la cala o rada. Obioko fou la primera capital permanent del poble efik; els seus reis van portar el títol d'edidem i el d'obong.
Els efiks va emigrar de Núbia a través de Ghana i posteriorment a Arochukwu en l'actual Nigèria. Després de quedar-s'hi durant uns 400 anys com a convidats (segles XI a XV), van deixar la zona després d'un desacord amb el aros. La major part d'ells se'n va anar a Yuruán en l'actual estat d'Akwa Ibom i alguns a Eniong i els seus voltants. Es van quedar a Yuruán per prop d'un segle i després es va traslladar a Ikpa Gen i Ndodhi breument abans de creuar al seu destí final a Obioko o Esit Edik (Ikotitungko) que fou coneguda pels europeus com a Creek Town, i als seus voltants, zona que sovint s'esmenta en general com a Calabar, i la seva gent com la gent de Calabar o calabaris, fins que es va imposar el nom europeu de Regne de Calabar, ocupant l'actual estat de Cross River. Calabar no s'ha de confondre amb el Regne de Kalabari a l'estat de Rivers, que és un estat ijaw situat una mica més a l'oest. Els seus governants foren independents des de 1790

## Reis (edidem)
- 1790 - 1820 Eyo Honesty I
- 1820 - 1835 Vacant
- 1835 - 1858 Eyo Honesty II
- 1858 - 1861 Eyo Honesty III
- 1861 - 1865 Vacant
- 1865 - 1871 Eyo Honesty IV
- 1871 Nsa Okoho Eyo Nsa -Regent (després rei com Eyo Honesty VII)
- 1871 Eyo Honesty V
- 1871 - 1874 Eyo Honesty VI
- 1874 - 1892 Eyo Honesty VII
- 1892 - 1902 Eyo Honesty VIII

## Reis (obong)
- 1902 - 1918 Eyo Honesty VIII
- 1922 - 1931 James Ita Eyo Honesty IX
- 1931 - 1965 No consten
- 1965 - 1973 Essien Ekpe Oku V
- 1973 - 1980 Ita Eyo Honesty XI
- 1980 - 1992 James Ekpo Eyo Ema Bassey I Eyamba XV
- 1992 - 2005 James Eyo Ita II
- 2005 - 2008 Bassey Ekpo Bassey II Eyamba XVI
- 2008 - Ekpo Eyo Abassi Eyo III